# Chusquea aperta
Chusquea aperta är en gräsart som beskrevs av Lynn G. Clark. Chusquea aperta ingår i släktet Chusquea och familjen gräs. Inga underarter finns listade i Catalogue of Life.